# Game Developer
Game Developer (Gamasutra fram till 2021) är en webbplats med inriktning på datorspelsutveckling som grundades 1997 av datorspelsmagasinet Game Developer och ägs av United Business Media. Webbplatsen listar upp tillgängliga jobb och tjänster från olika företag inom datorspelsindustrin. Den vann två Webby Awards år 2006 och 2007 i spelkategorin, samt nominerades år 2002 och 2008.